# Zubrzyca Mała
Zubrzyca Mała [zuˈbʐɨt͡sa ˈmawa] est un village polonais de la gmina de Szudziałowo dans le powiat de Sokółka et dans la voïvodie de Podlachie. Il se situe à environ 11 kilomètres au nord-est de Szudziałowo, à 17 kilomètres à l'est de Sokółka et à 49 kilomètres au nord-est de Białystok. 